# Steven Odendaal
Steven Odendaal (Johannesburg, 2 marzo 1993) è un pilota motociclistico sudafricano, campione europeo Moto2 nel 2016.

## Carriera
Inizia a correre in competizioni nazionali nel 2007, nella categoria 125, per poi passare alla 600 l'anno successivo. Nel 2011 debutta nella classe Moto2 del motomondiale, partecipando come wild-card ai Gran Premi di Spagna, Portogallo, Francia, Olanda, Germania e Repubblica Ceca a bordo di una Suter MMXI. Nel 2012 corre nella categoria Moto2 del campionato spagnolo Velocità; nello stesso anno corre nel motomondiale in Moto2 i Gran Premi di San Marino e Aragona sulla AJR del team Arguiñano Racing in sostituzione dell'infortunato Ricard Cardús. Nel 2013 corre nel motomondiale in Moto2 con la Speed Up SF13 del team Argiñano & Gines Racing, con compagno di squadra Alberto Moncayo; non ottiene punti, saltando inoltre il Gran Premio di Gran Bretagna per una frattura alla caviglia sinistra rimediata nel warm up del GP. Dal 2014 al 2017 corre nella categoria Moto2 del campionato spagnolo Velocità (diventato dal 2015 valevole come campionato Europeo) e nella categoria 600 del SuperGP Champions Trophy, laureandosi campione rispettivamente nel 2016 e nel 2014, 2015 e 2017; in questi anni fa alcune apparizioni in Moto2 nel motomondiale, correndo nel 2015 in Argentina sulla Kalex del team AGR in sostituzione dell'infortunato Axel Pons, nel 2016 e nel 2017 in Aragona come wild-card rispettivamente con una Kalex e con una NTS.
Nel 2018 corre nel motomondiale in Moto2 con la NTS NH6 del team NTS RW Racing GP; il compagno di squadra è Joe Roberts. Ottiene come miglior risultato un tredicesimo posto in Comunità Valenciana e termina la stagione al 28º posto con 4 punti. Nel 2019 è nuovamente pilota titolare in Moto2 con la NTS, il nuovo compagno di squadra è Bo Bendsneyder. In questa stagione è costretto a saltare le gare in Qatar, Argentina e Americhe, il suo posto in squadra, in questo frangente, viene preso dallo svizzero Jesko Raffin. Decide, di comune accordo, di separarsi dal team prima del termine della stagione; a partire dal Gran Premio di Misano viene sostituito da Simone Corsi. Non ottiene punti validi per la classifica mondiale.
Nel 2020 si trasferisce nel mondiale Supersport dove porta in pista la Yamaha YZF-R6 del team EAB Ten Kate Racing. Porta a termine, conquistando punti, tutte le gare tranne una e conclude la stagione d'esordio al quinto posto in classifica. Nel 2021 passa al team Evan Bros. Yamaha, il compagno di squadra è Péter Sebestyén. Con undici piazzamenti a podio di cui cinque vittorie, è vice-campione mondiale. Nel 2022, che lo vede impegnato in gare di Endurance, è chiamato a disputare il Gran Premio di Most come pilota sostitutivo dal team Kallio Racing. Ottiene un terzo posto in gara 1. I punti così ottenuti gli consentono di chiudere al ventottesimo posto in classifica piloti e quarto nella graduatoria della World Supersport Challenge. Nel 2023 e 2024 gareggia nel mondiale Endurance con una Honda del team Viltais in equipaggio con Florian Alt e Leandro Mercado. Nel 2024 inoltre disputa due Gran Premi del mondiale Supersport: uno in qualità di Wild card, l'altro come sostitutivo. Ottiene cinque punti classificandosi trentaquattresimo.

## Risultati in gara

### Motomondiale
| 2011 | Classe | Moto  |  |    |     |     |  |  |     |  |    |    |    |  |  |  |  |  |  |  |  | Punti | Pos. |
| ---- | ------ | ----- |  | -- | --- | --- |  |  | --- |  | -- | -- | -- |  |  |  |  |  |  |  |  | ----- | ---- |
| 2011 | Moto2  | Suter |  | 32 | Rit | Rit |  |  | Rit |  | 27 | NE | 28 |  |  |  |  |  |  |  |  | 0     |      |

| 2012 | Classe | Moto |  |  |  |  |  |  |  |  |  |    |  |  |     |    |  |  |  |  |  | Punti | Pos. |
| ---- | ------ | ---- |  |  |  |  |  |  |  |  |  | -- |  |  | --- | -- |  |  |  |  |  | ----- | ---- |
| 2012 | Moto2  | AJR  |  |  |  |  |  |  |  |  |  | NE |  |  | Rit | 20 |  |  |  |  |  | 0     |      |

| 2013 | Classe | Moto     |    |    |    |    |     |     |    |    |    |    |     |    |    |     |    |    |    |    |  | Punti | Pos. |
| ---- | ------ | -------- | -- | -- | -- | -- | --- | --- | -- | -- | -- | -- | --- | -- | -- | --- | -- | -- | -- | -- |  | ----- | ---- |
| 2013 | Moto2  | Speed Up | 22 | 22 | 21 | 20 | Rit | Rit | 22 | 25 | NE | 27 | Rit | NP | 22 | Rit | 20 | 18 | 19 | 26 |  | 0     |      |

| 2015 | Classe | Moto  |  |  |    |  |  |  |  |  |  |  |  |  |  |  |  |  |  |  |  | Punti | Pos. |
| ---- | ------ | ----- |  |  | -- |  |  |  |  |  |  |  |  |  |  |  |  |  |  |  |  | ----- | ---- |
| 2015 | Moto2  | Kalex |  |  | 19 |  |  |  |  |  |  |  |  |  |  |  |  |  |  |  |  | 0     |      |

| 2016 | Classe | Moto  |  |  |  |  |  |  |  |  |  |  |  |  |  |    |  |  |  |  |  | Punti | Pos. |
| ---- | ------ | ----- |  |  |  |  |  |  |  |  |  |  |  |  |  | -- |  |  |  |  |  | ----- | ---- |
| 2016 | Moto2  | Kalex |  |  |  |  |  |  |  |  |  |  |  |  |  | 18 |  |  |  |  |  | 0     |      |

| 2017 | Classe | Moto |  |  |  |  |  |  |  |  |  |  |  |  |  |    |  |  |  |  |  | Punti | Pos. |
| ---- | ------ | ---- |  |  |  |  |  |  |  |  |  |  |  |  |  | -- |  |  |  |  |  | ----- | ---- |
| 2017 | Moto2  | NTS  |  |  |  |  |  |  |  |  |  |  |  |  |  | 24 |  |  |  |  |  | 0     |      |

| 2018 | Classe | Moto |    |    |    |     |    |    |    |    |    |    |    |    |    |    |    |    |    |    |    | Punti | Pos. |
| ---- | ------ | ---- | -- | -- | -- | --- | -- | -- | -- | -- | -- | -- | -- | -- | -- | -- | -- | -- | -- | -- | -- | ----- | ---- |
| 2018 | Moto2  | NTS  | 22 | 18 | 21 | Rit | 17 | 15 | 18 | 20 | 18 | 19 | 18 | AN | 17 | 18 | 23 | 19 | 17 | 21 | 13 | 4     | 28º  |

| 2019 | Classe | Moto |     |     |     |    |     |    |    |    |    |    |    |    |  |  |  |  |  |  |  | Punti | Pos. |
| ---- | ------ | ---- | --- | --- | --- | -- | --- | -- | -- | -- | -- | -- | -- | -- |  |  |  |  |  |  |  | ----- | ---- |
| 2019 | Moto2  | NTS  | Inf | Inf | Inf | 18 | Rit | 22 | 22 | 16 | 23 | 22 | 20 | 25 |  |  |  |  |  |  |  | 0     |      |

| Legenda | 1º posto        | 2º posto            | 3º posto            | A punti      | Senza punti        | Grassetto – Pole position Corsivo – Giro più veloce |
| Legenda | Gara non valida | Non qual./Non part. | Ritirato/Non class. | Squalificato | '-' Dato non disp. | Grassetto – Pole position Corsivo – Giro più veloce |

### Campionato mondiale Supersport
| 2020 | Moto   |   |   |   |   |   |   |   |     |   |   |   |    |   |   |   |  |  |  |  |  |  |  |  |  | Punti | Pos. |
| ---- | ------ | - | - | - | - | - | - | - | --- | - | - | - | -- | - | - | - |  |  |  |  |  |  |  |  |  | ----- | ---- |
| 2020 | Yamaha | 6 | 6 | 8 | 8 | 4 | 6 | 8 | Rit | 9 | 6 | 5 | 12 | 4 | 5 | 4 |  |  |  |  |  |  |  |  |  | 136   | 5º   |

| 2021 | Moto   |   |   |   |     |   |   |   |    |   |   |   |   |   |   |   |   |    |   |   |   |   |     |   |     | Punti | Pos. |
| ---- | ------ | - | - | - | --- | - | - | - | -- | - | - | - | - | - | - | - | - | -- | - | - | - | - | --- | - | --- | ----- | ---- |
| 2021 | Yamaha | 1 | 1 | 1 | Rit | 3 | 5 | 2 | 13 | 1 | 2 | 2 | 2 | 2 | 6 | 8 | 7 | AN | 8 | 6 | 1 | 4 | Rit | 6 | Rit | 323   | 2º   |

| 2022 | Moto   |  |  |  |  |  |  |  |  |  |  |   |     |  |  |  |  |  |  |  |  |  |  |  |  | Punti | Pos. |
| ---- | ------ |  |  |  |  |  |  |  |  |  |  | - | --- |  |  |  |  |  |  |  |  |  |  |  |  | ----- | ---- |
| 2022 | Yamaha |  |  |  |  |  |  |  |  |  |  | 3 | Rit |  |  |  |  |  |  |  |  |  |  |  |  | 16    | 28º  |

| 2024 | Moto             |  |  |  |  |  |  |  |  |  |  |    |    |  |  |  |  |  |  |     |    |  |  |  |  | Punti | Pos. |
| ---- | ---------------- |  |  |  |  |  |  |  |  |  |  | -- | -- |  |  |  |  |  |  | --- | -- |  |  |  |  | ----- | ---- |
| 2024 | Yamaha e Triumph |  |  |  |  |  |  |  |  |  |  | 14 | 14 |  |  |  |  |  |  | Rit | 15 |  |  |  |  | 5     | 34º  |

| Legenda | 1º posto        | 2º posto            | 3º posto           | A punti      | Senza punti        | Grassetto – Pole position Corsivo – Giro più veloce |
| Legenda | Gara non valida | Non qual./Non part. | Ritirato/Non class | Squalificato | '-' Dato non disp. | Grassetto – Pole position Corsivo – Giro più veloce |